# Eschau (Bas-Rhin)
Eschau település Franciaországban, Bas-Rhin megyében. Lakosainak száma 5847 fő (2022. január 1.). Eschau Illkirch-Graffenstaden, Fegersheim, Hipsheim, Ichtratzheim, Nordhouse, Plobsheim és Strasbourg községekkel határos.

## Népesség
A település népességének változása:
| Lakosok száma | 4763 | 4984 | 5152 | 5303 | 5372 | 5424 | 5645 | 5746 | 5847 |
|               | 2013 | 2015 | 2016 | 2017 | 2018 | 2019 | 2020 | 2021 | 2022 |